# Efix
François-Xavier Robert, dit Efix, est un auteur de bandes dessinées français, né le 31 janvier 1967 à Lille.

## Biographie
Efix a cessé sa scolarité à 17 ans. Il a travaillé en usine et en reste marqué, utilisant ses anecdotes pour la série Putain d'usine.

## Œuvres
- Mon amie la Poof t. 1 : Moorad, auto-édition, 1999 (couverture souple). Réédition sous couverture cartonnée, Antara, 2000  (ISBN 2-911491-19-X).
- Mon amie la Poof, Petit à Petit :

1. Moorad, 2002  (ISBN 2-914401-39-6).
2. Pablo, 2001[4]
3. Monique, 2003[5]
4. Émile, 2005.
5. Ivan, 2006.
  - L'Intégrale de Mon amie la poof, 2010. Recueil regroupant les cinq albums, des bonus et des hommages d'autres auteurs.

- K, une jolie comète, Petit à Petit, 2001  (ISBN 2-914401-27-2).
- Lieutenant Kate t. 1 : Les Amis de Josy (dessin), avec Chric (scénario), Petit à petit, 2004[6].
- Une folle aventure de Super Cochon (scénario de Loïc Dauvillier), Carabas, coll. « Les Petits Chats carrés », 2005  (ISBN 2-351-00003-X).
- Putain d'usine (d'après le livre de Jean-Pierre Levaray), Petit à Petit :

1. Putain d'usine, 2007.
2. Les Fantômes du vieux bourg, 2008.
3. Tue ton patron, 2012.

- Le Petit Chien qui sentait mauvais de la bouche (scénario), avec Courty (dessin), Carabas, coll. « Les Petits Chats carrés », 2007  (ISBN 978-2-351-00227-8).
- Obama t. 1 : L'Espoir (scénario de Stéphane Nappez), Petit à petit, 2008  (ISBN 978-2-84949-155-3).
- Les Styl'miss t. 1 : Fashion victim (scénario d'Oliv'), Petit à Petit, coll. « Lena Bliss », 2009  (ISBN 978-2-84949-153-9).
- Music box (scénario de Stéphane Nappez), Petit à Petit, 2010.
- Nous, les Profs et nous les élèves (scénario d'Olivier Petit), Physalis, 2014  (ISBN 978-2-366-40053-3).
- 12 rue Royale ou les Sept Défis gourmands (scénario d'Hervé Richez), Bamboo Édition, coll. « Grand Angle », 2015  (ISBN 978-2-8189-3452-4).
- Le Schpountz (d'après Marcel Pagnol), Bamboo Édition, coll. « Grand Angle », 2017.
- Mon boss t. 1 : Quelle plaie ! (scénario d'Hervé Richez), Bamboo Édition, coll. « Grand Angle », 2018  (ISBN 978-2-8189-4497-4).
- Avec ou sans moustache ? (scénario de Courty), Bamboo, coll. « Grand Angle », janvier 2020[7].
- La Case vide (scénario de Blanche Lancezeur), Félès, 2020  (ISBN 978-2-9567814-5-5).

## Spectacles
Depuis 2007, Efix collabore avec des compagnies de danse et de théâtre, que ce soit par des dessins projetés ou par sa présence sur scène (réalisation de dessin en direct).

### Cie Kat'Chaça
- Pourquoi pas à 2 ? de et avec la chorégraphe Natacha Paquignon, 2007
- Trio Trio avec la chorégraphe Natacha Paquignon et le musicien Pierrem Thinet, 2010
- Des illusions de la chorégraphe Natacha Paquignon, musique de Pierrem Thinet, 2011
- RePlay de la chorégraphe Natacha Paquignon, musique de Pierrem Thinet, 2012

### Cie Et si c'était vrai?
- Roméo et Juliette de William Shakespeare, mise en scène Florian Santos, Musique de Sergueï Prokofiev interprétée par l'Orchestre National de Lyon (direction: Antoine Marguier), 2012